# Občina Hrastnik
Občina Hrastnik je ena izmed občin v Republiki Sloveniji z dobrimi 9.000 prebivalci (2020) in središčem v mestu Hrastnik. Na zahodu meji na občino Trbovlje, na jugu na Radeče, na vzhodu na Laško, ter na severu na Žalec. Občina obsega del Zasavja na obeh bregovih Save. Meri 58,6 km² in ima 19 naselij. V zadnjih 100 letih je prebivalstvo v njej stalno naraščalo. Gozdovi pokrivajo skoraj tri petine občine. Večina aktivnega prebivalstva je zaposlenega v industriji in rudarstvu. Skozi občino peljeta ob Savi dvotirna železniška proga, ki povezuje Ljubljano in Celje in državna cesta številka 108, Ljubljana - Zidani Most, na vzhod pa je speljana cesta od križišča v Hrastniku preko Dola proti Rimskim Toplicam (št. 221).

## Zgodovina občine Hrastnik
Od leta 1922 dalje je občina Hrastnik-Dol spadala k srezu Laško. Sprva je bila imenovana le Dol, od leta 1933 dalje pa kot občina Hrastnik-Dol.
Leta 1933 je prišlo do velikih sprememb glede teritorialne organiziranosti občin. Tega leta je v skladu z Zakonom o občinah, prišlo do novega oblikovanja občin, pri čemer so se nekatere občine združile, da so postale večje. Občina Hrastnik je po tem zakonu spadala v srez Laško. Sem so spadale še občine Jurklošter, Laško, Zidani most, Marija Gradec, Sv. Krištof, Sv. Lenart in Trbovlje. Laški srez je imel leta 1931 nadpovprečno število prebivalcev na kvadratni kilometer. Povprečje v dravski banovini je bilo 72, v tem srezu pa ravno zaradi rudnika Trbovlje-Hrastnik 123.
V času Dravske banovine je v občini Hrastnik prebivalo 7431 ljudi, postavljenih je bilo 765 hiš in 374 koč. Površina občine je bila 4286 hektarov, od tega je bilo 20% njiv in vrtov, 30% pašnikov in travnikov, 0,2% vinogradov, 45% gozdov. Večina prebivalstva je bila kmetov in/ali so delali v rudniku. Najbolj razvita kmetijska panoga je bila živinoreja, takoj za tem pa je bilo sadjarstvo. Glavni gospodarski panogi sta bila rudarstvo ter industrija – v tem času že delujeta steklarna in kemična tovarna.
Občina Hrastnik je obsegala naslednje katastrske občine, vasi: Brnica, Dol, Hrastnik, Kal, Kovk, Marno, Ojstro, Plesko, Prapretno, Studence, Sv. Jurij, Sv. Katarina, Sv. Štefan, Turje in Unično.
Za časa Dravske banovine sta v Hrastniku delovali dve šoli – deška in dekliška. V deški šoli je bilo 8 oddelkov osnovne šole, 3 oddelki višje ljudske šole, 1 pomožni oddelek in 2 oddelka vrtca. Vseh učencev skupaj je bilo 396. V dekliški šoli je delovalo 6 oddelkov osnovne šole in 4 oddelki višje ljudske šole. Učenk je bilo 333. V Dolu so imeli gospodinjsko šolo, ki jo je obiskovalo 16 učenk. Prav tako je bila ena v Hrastniku. Tja je bilo vpisanih 14 učenk. Hrastniška strokovno nadaljevalna šola je imela 3 oddelke, ki sta jih skupaj obiskovala 102 učenca.
V času 2. svetovne vojne je bil Hrastnik okupiran s strani Nemcev. Leta 1941 je občina upravno spadala pod okrožje Trbovlje in imela 7559 prebivalcev. Ko so leta 1943 izdali Uredbo o imenih občin, katastrskih občin in krajev na Spodnjem štajerskem, je Hrastnik vseboval sedem katastrskih občin. To so bile: Sveti Štefan (Auern), Ojstro II (Brunnen), Hrastnik (Eichtal), Sveti Jurij pri Hrastniku (Georgen bei Eichtal), Marno (Marnau), Dol (Obertal) in del Podkraja (Saudörfl).
Ob koncu druge svetovne vojne, leta 1945, je začel delovati Mestni ljudski odbor Hrastnik, ki je kot upravna enota spadalo k okraju Trbovlje. Leto dni kasneje je obsegalo pet katastrskih občin in krajev. To so bili: Hrastnik, Plesko, Prapretno, Ojstro in Studenca.
Leto 1952 je bilo, kar se občin in lokalne samouprave tiče, ponovno prelomno. Takrat so namreč sprejeli Zakon o razdelitvi Ljudske republike Slovenije na mesta, okraje in občine. Ta zakon je Hrastnik uvrstil v okraj Trbovlje, v katerega je spadalo vsega skupaj 14 občin, ki so imele skupaj 49.470 prebivalcev. Hrastnik je imel 6761 prebivalcev in je bil mestna občina. Tega leta je nastal tudi Ljudski odbor mestne občine Hrastnik, ki je upravno spadal k trboveljskem okraju. Že prej omenjen Zakon o razdelitvi Ljudske republike Slovenije na mesta, okraje in občine, je Hrastniku določil obseg. Tako je obsegal osem katastrskih občin: Brnica, Hrastnik, Plesko, Prapretno pri Hrastniku, Studence, Podkraj, Sv. Jurij ob Turnu in Šavna Peč.
Tega leta je bilo mesto Hrastnik kot upravna enota ukinjeno. Posledično je prenehal delovati tudi Mestni ljudski odbor Hrastnik, pristojnosti, ki jih je imel, pa je prevzel Ljudski odbor mestne občine Hrastnik.
Leta 1955 se je močno zmanjšalo število okrajev in občin. Občina Hrastnik je spadala v 11. okraj, to je okraj Trbovlje s sedežem v Trbovljah. Skupno je bilo tu 115.110 prebivalcev, od tega 9300 v Hrastniku. Poleg te občine, jih je bilo v okraju še sedem, in sicer: Brežice, Radeče, Senovo, Sevnica, Trbovlje, Videm-Krško in Zagorje ob Savi.
Občinski ljudski odbor Hrastnik je obsegal tako veliko območje kot prejšnji Mestni ljudski odbor Hrastnik. Se pa je leta 1955 teritorij povečal, saj je bil hrastniškemu priključen tudi Občinski ljudski odbor Dol pri Hrastniku. Leta 1959 je bil ukinjen Občinski ljudski odbor Radeče, zato je bilo tudi to območje priključeno hrastniškemu, ki se je tako še dodatno povečalo. To ni trajalo dolgo, saj je že štiri leta kasneje, leta 1963, območje Radeč pripadlo Občinskemu ljudskemu odboru Laško. V letih med 1955 in 1958 je Občinski ljudski odbor Hrastnik pripadal okraju Trbovlje, od 1958 do 1963 pa okraju Ljubljana.
Leta 1958 je bil odpravljen tudi okraj Trbovlje, v katerega je spadala občina Hrastnik. Od takrat dalje je spadal pod ljubljanski okraj. Poleg občine Hrastnik, je v ta okraj spadalo še 24 občin: 9 ljubljanskih, Cerknica, Dobrova, Domžale, Grosuplje, Ivančna gorica, Kamnik, Kočevje, Litija, Logatec, Loška dolina, Medvode, Ribnica, Trbovlje, Vrhnika in Zagorje ob Savi.
Seveda pa s tem še ni bilo konec sprememb. Leta 1964 so ponovno prečistili in uredili Zakon o območjih okrajev in občin v Ljudski republiki Sloveniji, ki pa je bil sedaj tudi preimenovan v Zakon o območjih okrajev in občin v Socialistični republiki Sloveniji. Hrastnik je še vedno spadal pod 3., ljubljanski okraj. Ta je imel 626.394 prebivalcev, od tega je bilo Hrastničanov 10 770. Okraj je imel dve občini več kot leta 1960, in sicer 26.
Ustava, ki je bila sprejeta leta 1974, je za enega od temeljev socialističnega samoupravljanja postavila krajevno skupnost. V občini Hrastnik je bilo leta 1992 11 krajevnih skupnosti, in sicer: Čeče, Dol pri Hrastniku, Hrastnik-Spodnji del, Hrastnik-Zgornji del, Kal, Kovk, Krnice-Šavna Peč, Marno, Podkraj-Spodnji del, Prapretno ter Turje-Gore.

## Občina od osamosvojitve naprej
Ko se je zgodilo teritorialno preoblikovanje komun 3. oktobra 1994, je bila ustanovljena tudi občina Hrastnik. Nastala je brez teritorialnih sprememb iz takratne komune in je štela 19 naselij, imela 10 778 prebivalcev ter obsegala 58,5 km2. Od takrat dalje se Hrastnik šteje med manjše občine.
Statut občine Hrastnik določa, da občino sestavljajo naselja Boben, Brdce, Brnica, Čeče-del, Dol pri Hrastniku, Gore, Hrastnik, Kal, Kovk, Krištandol, Krnice, Marno, Plesko, Podkraj, Prapretno pri Hrastniku-del, Studence, Šavna peč, Turje in Unično.
Poleg 19 naselij, pa ima občina Hrastnik tudi 10 krajevnih skupnosti. To so KS Boben, KS Dol pri Hrastniku, KS Krnice-Šavna Peč, KS Marno, KS Podkraj, KS Prapretno, KS Rudnik, KS Steklarna, KS Turje-Gore.
Krajevna skupnost Rudnik je največja izmed desetih krajevnih skupnosti v Občini Hrastnik, tako po površini, kot po številu prebivalcev, v njej pa leži center mesta Hrastnik z okolico, vse od Prapretna do Čeč, tudi okoliški hribi.
Kot mnogo ostalih občin po Sloveniji, tudi v Hrastniku podeljujejo občinska priznanja za razne dosežke. Ta priznanja so: Častni občan, Zlato, Srebrno in Bronasto priznanje občine, Županovo zlato pero, Spominski grb Občine Hrastnik, Posebno priznanje ter Nagrade za vrhunske športne dosežke.
Prav tako iz Hrastnika ali bližnje okolice izhaja kar precej danes znanih osebnosti. Med njimi izstopajo Darko Jorgić (igralec namiznega tenisa), Peter Kauzer (kajakaš), Božidar Wolfand-Wolf (popularni glasbenik), Ante Mahkota (alpinist, novinar), Stane Dolanc in Lidija Šentjurc (politika), Janko Orožen (zgodovinar), Anton Sovre (klasični filolog in prevajalec), Branko Potočan (plesalec in koreograf) …

## Naselja v občini
Boben, Brdce, Brnica, Dol pri Hrastniku, Čeče, Gore, Hrastnik, Kal, Kovk, Krištandol, Krnice, Marno, Plesko, Podkraj, Prapretno pri Hrastniku, Studence, Šavna Peč, Turje, Unično

## Občinski praznik
Občina svoj praznik praznuje 3. julija, v spomin na veliko gladovno stavko rudarjev iz leta 1934. Stavka se je začela v jami Hrastnik in v rudniku Kotredež. Še isti dan so se pridružili tudi rudarji jame Ojstro in rudarji v rudnikih Trbovlje in Zagorje, pa tudi delavci (večinoma odpuščeni rudarji) na cesti Radeče - Litija. Stavkalo je okrog 2500 rudarjev. Praznik se praznuje od leta 1954.

## Grb
Grb Občine Hrastnik Hrastnika je bil občini podeljen 7. maja 1998. Grb je upodobljen na ščitu poznogotskega stila, sanitske oblike. Iz rdečih korenin v črnem dnu srebrnega ščita raste hrastovo drevo v rdeče deblo do sredine ščita , kjer iz njega rastejo trije zeleni hrastovi listi z rdečo žilo: srednji dosega sredino zgornjega roba glave ščita, spremljajoča lista, sicer enaka srednjemu, pa raste ta iz vrha debla v desni, oziroma levi kot ščita. Zlati trak, ki ga nosi ščit na svojih zunanjih robovih, lahko služi le kot grbovni okras.
Uradni blazon hrastniškega grba se glasi:
Na srebrnem polju ščita hrastovo drevo z zeleno krošnjo, rdečim deblom in koreninami v črnih tleh.